# Sender Villingen-Schwenningen (Marbach)
Der Sender Villingen-Schwenningen (Marbach) ist eine Sendeanlage des Südwestrundfunks im Bereich Ultrakurzwelle (UKW). Der 72 Meter hohe Sendemast befindet sich im Ortsteil Marbach von Villingen-Schwenningen.

## Frequenzen und Programme

### Analoges Radio (UKW)
Folgende Hörfunkprogramme werden vom Sender Villingen-Schwenningen (Marbach) auf UKW abgestrahlt:
| Frequenz (MHz) | Programm               | RDS-PS   | RDS-PI                | Regionalisierung  | ERP (kW) | Antennendiagramm rund (ND)/ gerichtet (D) | Polarisation horizontal (H)/ vertikal (V) |
| -------------- | ---------------------- | -------- | --------------------- | ----------------- | -------- | ----------------------------------------- | ----------------------------------------- |
| 91,1           | SWR4 Baden-Württemberg | SWR4_FR_ | DB04                  | Radio Südbaden    | 1        | D (240°-120°)                             | H                                         |
| 99,5           | bigFM                  | _bigFM__ | D8A9 (regional), D3A9 | Baden-Württemberg | 1        | D (240°-120°)                             | H                                         |

### Digitales Radio (DAB)
Seit 10. April 2018 wird der Multiplex des Südwestrundfunks gesendet. DAB wird in vertikaler Polarisation und im Gleichwellenbetrieb (SFN) mit anderen Sendern ausgestrahlt.
| Block                  | Programme (Datendienste) | ERP (kW) | Antennen- diagramm rund (ND), gerichtet (D) | Polarisation horizontal (H)/ vertikal (V) | Gleichwellennetz (SFN) |
| ---------------------- | --- | -------- | ------------------------------------------- | ----------------------------------------- | --- |
| 8D SWR BW S (D__00235) | DAB+ Block des SWR - SWR1 BW (112 kbps) - SWR Kultur (128 kbps) - SWR3 (Rheinland bis Bodensee) (112 kbps) - SWR4 FN (Studio Friedrichshafen) (112 kbps) - SWR4 FR (Südbaden) (112 kbps) - SWR4 S (Studio Stuttgart) (112 kbps) - SWR4 TU (Studio Tübingen) (112 kbps) - SWR4 UL (Studio Ulm) (112 kbps) - SWR Aktuell (72 kbps) - DASDING (112 kbps) - EPG (24 kbps) - TPEG (16 kbps) | 10       | ND                                          | V                                         | Bad Urach, Baiersbronn, Blauen, Brandenkopf, Eggberg (Bad Säckingen), Elzach Elztal, Eyachtal (Albstadt-Ebingen), Feldberg im Schwarzwald, Freiburg (Schönberg), Hornisgrinde, Raichberg, Reutlingen (Scheibengipfel), Reifersberg, Schramberg, Rottweil (Deilingen), Schutterlindenberg, Sigmaringen, Ulm/Kuhberg, Villingen-Schwenningen, Wannenberg, Witthoh |